# Hermann Sagert
Carl Hermann Sagert  (* 1. Januar 1822 in Berlin; † 20. April 1889 in Friedenau bei Berlin) war ein deutscher Stahlstecher, Kupferstecher und Kunsthändler. 

## Biografie
Carl Hermann Sagert studierte ab Februar 1838 an der Akademie der Künste in Berlin und war Schüler von Hans Fincke. Er blieb in Berlin als Kupfer- und Stahlstecher und wendete die verschiedenen grafischen Techniken, wie Stechen, Schaben und Punktieren an. Er konzentrierte sich dabei auf Porträts und Genrebilder, mit denen er auch die Akademieausstellungen in den Jahren 1839 bis 1860 beschickte. Für mehrere Berliner Künstler, wie Karl Eduard Biermann, Wilhelm Loeillot, Eduard Meyerheim, Theodor Neu und Johann Heinrich Strack war er als Stecher tätig. 1865 gründete er seine eigene Kunsthandlung „H. Sagert & Co.“, die er bis zu seinem Tod leitete. 